# Rogelio Frigerio (nieto)
Rogelio Frigerio (Ciudad de Buenos Aires, 7 de enero de 1970) es un economista y político argentino, miembro de Propuesta Republicana. Actualmente se desempeña como gobernador de la provincia de Entre Ríos. Con anterioridad, ocupó el cargo de ministro del Interior, Obras Públicas y Vivienda del gobierno de Mauricio Macri desde el 10 de diciembre de 2015 hasta el 10 de diciembre de 2019. Además, se desempeñó como diputado de la Ciudad de Buenos Aires por el PRO (2011-2013) y presidente del Banco Ciudad de Buenos Aires (2013-2015). 
Al igual que su abuelo, Rogelio Julio Frigerio, apoya el desarrollismo, siendo uno de los referentes actuales del Movimiento de Integración y Desarrollo (MID), a pesar de no estar afiliado al mismo.

## Biografía

### Formación y docencia
Es hijo del ingeniero agrónomo y político argentino Octavio Frigerio y de Sisi Adam, experta en expresión corporal y reeducación psicofísica. Rogelio es el segundo de cuatro hermanos: Carmen, la mayor (fallecida en 2015), Ana y Ernesto. Su abuelo, Rogelio Julio Frigerio, un destacado periodista y político argentino, fue miembro fundador de la Unión Cívica Radical Intransigente (UCRI), del Movimiento de Integración y Desarrollo (MID) y Secretario de Relaciones Socioeconómicas del gobierno de Arturo Frondizi (1958-1962). Además, es considerado una de las figuras fundamentales en la historia del pensamiento político nacional por haber sido el principal intelectual e impulsor del Desarrollismo en Argentina.
La escuela secundaria la realizó en el Colegio Goethe Schule. En 1994 se recibió como licenciado en Economía por la Universidad de Buenos Aires, especializado en Planificación y Desarrollo Económico.
En 1985, a los 15 años, Rogelio decide comenzar a militar formalmente en el Movimiento de Integración y Desarrollo (MID). Durante esta etapa, marcada por el entusiasmo del retorno a la democracia, da sus primeros pasos en la política partidaria.
Entre 1997 y 1999 se desempeñó como presidente del Fondo Fiduciario para el Desarrollo Provincial. Desde 1996 hasta 2000, fue director de Posgrado de Política de Negocios de la Universidad del Salvador y titular del Foro Permanente de Direcciones de Presupuesto. Fundó y dirigió hasta 2011 la consultora Economía & Regiones. Además, fue profesor de grado y de posgrado en la Universidad de Buenos Aires, en la Universidad Carlos III de Madrid, en la Universidad Católica Argentina y en la Universidad de Ciencias Empresariales y Sociales (UCES).
Fue representante argentino ante el Banco Centroamericano de Integración Económica, ante el BID (Banco Interamericano de Desarrollo), el Banco Mundial y el Fondo Monetario Internacional, además de ser representante de la República Argentina en el Grupo de Alto Nivel de Coordinación de Políticas Macroeconómicas del MERCOSUR. También realizó tareas de consultor para las Naciones Unidas.
Está casado desde 2007 y es padre de dos hijos.

### Primeros años en el sector público
En 1994, es nombrado por Carlos Menem en la Dirección Nacional de Políticas Regionales de la Subsecretaría de Programación Económica Regional del Ministerio de Economía y Obras y Servicios Públicos de la Nación.
Allí participa en la creación del Fondo Fiduciario para el Desarrollo Provincial (FFDP) constituido finalmente en el año 1995 por el Decreto del Poder Ejecutivo Nacional N.º 286/95 con el objetivo de prestar apoyo a las reformas del sector público provincial argentino y de promover el desarrollo económico de las provincias.
Dicho Fondo, coordinado por el economista Alejandro Caldarelli, durante esta etapa impulsa reformas en las provincias Teniente a privatización de los sistemas financieros y privatizar sus bancos. millones de dólares otorgado por el Banco Interamericano de Desarrollo (BID) y el Banco Mundial[cita requerida]
El 11 de noviembre de 1996 fue designado Subsecretario de Programación Económica y Regional, desde donde continuó impulsando el FFDP, ahora desde un rol de dirección. Durante todo ese periodo, el Fondo asistió los procesos de privatización de 19 entidades financieras en 16 provincias, entre las privatizaciones se incluyeron: los bancos de Chaco, Entre Ríos, Formosa, Misiones, Río Negro, Salta, Tucumán, San Luis, Santiago del Estero, San Juan, Mendoza (y Previsión Social de Mendoza), Jujuy, Santa Fe, Santa Cruz, Tucumán y Catamarca. estuvo principalmente enfocado en asistir a aquellas provincias y municipios que, ante las consecuencias de la crisis económica en México de 1994 y de los países emergentes, se vieron obligadas a controlar sus desequilibrios fiscales. Para ello, muchas provincias decidieron  
El 13 de agosto de 1998, es designado en la  Secretaría de Programación Económica y Regional del Ministerio de Economía de la Nación. Cuando fue interventor del PRO en Entre Ríos, fue denunciado por una licitación de obras de dragado en el arroyo Sagastume de Villa Paranacito que beneficiaría a sus negocios inmobiliarios. Allí tiene un emprendimiento privado donde el Estado habría encarado obras para beneficiarlo.
Desde la Secretaría administró las relaciones económicas y fiscales con las provincias en un periodo económico de turbulencias externas y de escasez de recursos internos. En ese contexto fue una de las principales voces que marcaron la necesidad de modificar la Ley de Coparticipación Federal de Impuestos que estaba vigente desde 1988 y que debía ser reformulada de acuerdo con lo dispuesto por la reforma constitucional de 1994. Cuando fue interventor del PRO en Entre Ríos, fue denunciado por una licitación de obras de dragado en el arroyo Sagastume de Villa Paranacito que beneficiaría a sus negocios inmobiliarios. Allí tiene un emprendimiento privado donde el Estado habría encarado obras para beneficiarlo.
Los argumentos centrales por los cuales Frigerio insistía en esa necesidad eran: en primer lugar, que las responsabilidades federales y provinciales se encontraban superpuestas en gran parte de las áreas relevantes de la administración pública. En segundo lugar, que existía un gran desorden en materia de responsabilidades impositivas que requería mayor grado de coordinación. En tercer lugar, las normas que regulaban la coparticipación eran de una enorme complejidad y gran inconsistencia por la existencia de un gran número de fondos que contaban con asignaciones específicas de recursos presupuestarios. Por último, que ello aportaba una enorme rigidez al presupuesto y obstaculizaba su adecuación a los requerimientos de cada momento.
Si bien en 1999 Frigerio trabajó una propuesta para presentar un proyecto de Ley convenio al Congreso de la Nación, la coyuntura política de aquel momento hizo naufragar aquel necesario intento.
El 10 de diciembre, con el cambio de Gobierno, finalizó su gestión a cargo de la Secretaría de Programación Económica. Días antes, durante el periodo de transición entre gobiernos, Frigerio acompañó en un viaje a Washington, Estados Unidos, a gobernadores y representantes de siete provincias (de diferentes extractos políticos) electos por primera vez con el objetivo de colaborar con estos nuevos gestores a establecer relaciones con el BID y el Banco Mundial.  Banco Centroamericano de Integración Económica (BCIE); Gobernador alterno ante el Fondo Financiero para el Desarrollo de la Cuenca del Plata (FONPLATA); Gobernador Alterno ante el Banco Interamericano de Desarrollo (BID); Gobernador Alterno ante el Banco Mundial y representante de la República Argentina en el Grupo de Alto Nivel de Coordinación de Políticas Macroeconómicas del MERCOSUR.

### Paso por el sector privado
En enero del 2000 fundó la consultora Economía & Regiones.
A partir de 2007 comenzaron a registrarse ciertas distorsiones en las estadísticas oficiales nacionales, lo que empujó a diferentes consultoras como Economía & Regiones a elaborar relevamientos de precios minoristas mensuales propios para realizar análisis macroeconómicos. Algunos medios de comunicación comenzaron a publicar estos datos como una suerte de índice inflacionario no oficial.
La Secretaría de Comercio, a través de la Dirección Lealtad Comercial, comenzó a multar a las organizaciones que hicieran públicos estos índices, motivo por el cual Economía & Regiones se vio obligada a dejar de publicar dicha información. El exsecretario de Comercio Interior, Guillermo Moreno fue procesado por cargos relacionados con estos hechos por ante el Juzgado Criminal y Correccional Federal N.º 6.

### Legislador porteño (2011-2013)
El 2011 marcaría el retorno de Frigerio a la política. El 10 de julio de ese año fue elegido legislador de la Ciudad Autónoma de Buenos Aires por el PRO, en una elección en la que el partido accedió a 16 de las 30 bancas de la Legislatura que estaban en disputa.
Tras esa elección se dio la particularidad de que en la Legislatura coincidieron referentes de mucha influencia y peso político, entre los que se destacan: Sergio Bergman (PRO), Cristian Ritondo (PRO), Marina Klemensiewicz (PRO); Martín Ocampo, (PRO), Francisco Quintana (PRO), Daniel Lipovetsky (PRO), Fernando de Andreis (PRO), Carmen Polledo (PRO), Carolina Stanley (PRO), Dante Gullo (EPPV), María Rachid (EPPV), Juan Cabandié (EPPV), Aníbal Ibarra (Diálogo por Buenos Aires), Gabriela Cerruti (Nuevo Encuentro), Fernando Sánchez (Coalición Cívica), Maximiliano Ferraro (Coalición Cívica).
En aquel contexto, Rogelio Frigerio presidió la Comisión de Presupuesto, Hacienda, Administración Financiera y Política Tributaria de la Legislatura. Lugar en donde se destacó por su capacidad de liderar negociaciones y generar consensos para la aprobación de una norma tan compleja y fundamental como la Ley de presupuesto.
Durante su mandato (2011-2013) presentó 38 proyectos: 21 como autor y 17 como coautor. Entre ellos se destacan:
- Ley de Creación del Fondo Fiduciario para el desarrollo de infraestructura y tecnologías de la información en el ámbito del Tribunal Superior de Justicia.
- Ley de creación de Sociedad Administradora de Fondos de Garantías y Fideicomisos de la Ciudad de Buenos Aires, con el objeto de generar un fondo para respaldar, promover y otorgar crédito a las pequeñas y medianas empresas.
- Ley de creación de un sistema de préstamos de honor a los estudiantes universitarios egresados de colegios públicos de la Ciudad Autónoma de Buenos Aires.
Durante los años 2012 y 2013 fue distinguido por la Revista El Parlamentario por su trabajo legislativo.
El 5 de diciembre de 2013, tras ser propuesto por entonces jefe de Gobierno de la Ciudad, Mauricio Macri, como nuevo presidente del Banco Ciudad, la Legislatura aprueba el pliego de su designación al frente de esa entidad por voto unánime, un consenso inédito para este tipo de procesos, más aún teniendo en cuenta que había presidido una comisión compleja con mucha exposición y fricción política como la Comisión de presupuesto. Durante esa misma sesión, Frigerio presenta la renuncia a su banca y es reemplazado por Alejandra Caballero.

### Presidente del Banco Ciudad (2013-2015)
En diciembre del 2013, la Legislatura Porteña designó a Frigerio como nuevo presidente del Banco Ciudad, en reemplazo de Federico Sturzenegger.En el Banco Ciudad se vio implicado en el escándalo de corrupción llamado Caso Niembro por negociados con el banco por más de un millón de pesos, que en su mayoría se concretaron a través de procedimientos tildados de "irregulares". La empresa del candidato del PRO, Fernando Niembro tuvo como único cliente al Banco de Ciudad de Buenos Aires, que presidía Frigerio. Durante su gestión lanzó un plan de créditos posteriormente, Frigerio reconoció en radio La Red que el plan tenía un bajo atractivo entre los ciudadanos y que tras 34 meses de funcionamiento apenas se otorgaba en promedio de 75 créditos mensuales. También lanzó el Plan Alquilar, al cual solo 10 familias de las 15 mil inscriptas pudieron acceder y tuvo un costo de con un costo de 80 millones de pesos en publicidad. Su gestión se vio envuelta en una controversia por la venta de terrenos en Casa Amarilla al club Boca Juniors, del que el entonces Jefe de Gobierno porteño, Mauricio Macri, fue presidente. La Corporación del Sur tasó los terrenos a través del Banco Ciudad en 180 millones en 2014 y llamó a una licitación pública calificada como direccionada, en la cual solo el Club Atlético Boca Juniors podía cumplir con los requisitos. Jonatan Baldiviezo, representante de los vecinos presentó finalmente una denuncia ante la Justicia por una serie de manejos y maniobras que está llevando a cabo el Gobierno de la Ciudad para transferir esos terrenos al club Boca Juniors.
En el Banco Ciudad se vio implicado en el escándalo de corrupción llamado Caso Niembro por negociados con el banco por más de un millón de pesos, que en su mayoría se concretaron a través de procedimientos tildados de "irregulares". La empresa del candidato del PRO, Fernando Niembro tuvo como único cliente al Banco de Ciudad de Buenos Aires, que presidía Frigerio. (ambos desarrollados junto al Instituto de Vivienda de la Ciudad),
Durante su gestión considero que lo consideró un eje central de los compromisos que debería cumplir un banco público.
Durante 2014, y basado en la idea de que el futuro de la Argentina pasa por las economías regionales y de que el rol de la banca pública es impulsar los factores que hacen más inclusiva a la sociedad, por primera vez en más de 130 años, el Banco Ciudad comenzó un proceso de expansión de sus fronteras más allá del Gran Buenos Aires.[cita requerida] El proceso se cristalizó dos años más tarde, en 2016 (durante la presidencia de Javier Ortiz Batalla), con la apertura de sucursales en Córdoba, Río Cuarto, Santa Fe y Mendoza.
La cartera comercial en mostró un aumento interanual del 15,8% y ascendió en diciembre de es año a la suma de $ 14.486 millones, valores que superaron en aproximadamente $2.000 millones a los registrados hacia fines de 2014 ($12.507 millones).
Durante ese año se registró un marcado crecimiento de la asistencia brindada a las empresas llevando la cartera del banco a $15.287 millones, equivalente a una suba anual de 45%, lo que consolidó a la Banca Mayorista del Banco Ciudad como referente de empresas.
Respecto a la promoción cultural, se buscó contribuir al fomento de todo tipo de actividades de esta naturaleza [cita requerida]. El Banco Ciudad tenía una larguísima tradición de tasación y remates de piezas artísticas, de muestras de todo tipo, de apoyo a diversos espacios culturales. Frigerio consideró que era importante hacer que esos espacios estuviesen disponibles para todos. De esta manera, el Banco comenzó una política de apoyo a los artistas emergentes y consagrados que no contasen con espacios para mostrar sus obras o que debían recurrir a espacios demasiado onerosos para sus posibilidades.
Así fue como, por ejemplo, en 2014 se inauguró un Espacio de Arte con exhibiciones durante los siete días de la semana para todo artista que quiera exponer en forma gratuita y vender sus obras. Este Espacio de Arte contaba con más de 200 obras permanentes de las más variadas técnicas y valores, siendo un lugar de búsqueda de arte por inversionistas y grandes y pequeños coleccionistas.

#### La "ley Conti" y la recuperación de los fondos judiciales
La ley 26.764 (llamada “Ley Conti”, por el nombre de su autora, Diana Conti del Frente para la Victoria) fue sancionada el 12 de septiembre del año 2012 y estableció que “los depósitos judiciales de los tribunales nacionales y federales de todo el país se efectuarán en el Banco de la Nación Argentina”.
Al asumir la presidencia del Banco, Frigerio debió gestionar esa situación crítica para lo que definió dos estrategias. Por un lado, conseguir fondeo de largo plazo a través de organismos multilaterales de crédito como el BID (Banco Interamericano de Desarrollo) y la CAF (Corporación Andina de Fomento). Por otro, continuar con el reclamo en la Justicia para que declare la inconstitucionalidad de la norma.
El 14 de agosto de 2015, luego de casi tres años de disputa, el Banco Ciudad recuperó los fondos judiciales gracias a una medida cautelar de la sala III de la Cámara de Apelaciones en lo Civil y Comercial en el que se ordenó "la suspensión de la transferencia de los depósitos judiciales del Banco Ciudad de la ciudad de Buenos Aires al Banco de la Nación Argentina impuesta por la ley 26.764".

### Ministro del Interior, Obras Públicas y Vivienda (2015-2019)
El 10 de diciembre de 2015, tras ser convocado por el entonces electo presidente, Mauricio Macri, Frigerio asume como Ministro del Interior, Obras Públicas y Vivienda con el objetivo de contribuir al impulso de una agenda estructural que permitiera al país sentar las bases para un desarrollo sostenible, coordinando políticas federales que favorecen el fortalecimiento institucional entre la Nación y las Provincias, la descentralización de los recursos públicos y un Estado eficiente en la ejecución de la obra pública, con licitaciones transparentes y competitivas.
Obra Pública
La incorporación de más de 800 mil personas a la red de agua potable
Fue denunciado en 2019 en el marco de una causa por direccionamiento de la obra por parte del jefe de Gobierno Horacio Rodríguez Larreta a favor de una empresa propiedad del un primo del  expresidente Mauricio Macri como lo denunció la Auditoría General de la Ciudad. La Auditora denunció que el proceso licitatorio fue defectuoso, irregular y corrupto  en favor de IECSA, la empresa del primo de Mauricio Macri, Angelo Calcaterra, para adjudicarle los tramos más caros de la construcción del Paseo del Bajo. Esta maniobra tenía según la denuncia judicial un único fin: garantizar a la empresa IECSA, entonces en poder de Angelo Calcaterra, primo de Mauricio Macri 3200 millones de pesos. Según la auditoria se encontraron sobreprecios de hasta un 513 por ciento en la obra. el aumento de un 600% en la inversión en mejoramiento del hábitat[cita requerida]; el otorgamiento de más de 130.000 créditos hipotecarios; Fue denunciado en 2019 en el marco de una causa por direccionamiento de la obra por parte del jefe de Gobierno Horacio Rodríguez Larreta a favor de una empresa propiedad del un primo del  expresidente Mauricio Macri como lo denunció la Auditoría General de la Ciudad. La Auditora denunció que el proceso licitatorio fue defectuoso, irregular y corrupto  en favor de IECSA, la empresa del primo de Mauricio Macri, Angelo Calcaterra, para adjudicarle los tramos más caros de la construcción del Paseo del Bajo. Esta maniobra tenía según la denuncia judicial un único fin: garantizar a la empresa IECSA, entonces en poder de Angelo Calcaterra, primo de Mauricio Macri 3200 millones de pesos. Según la auditoria se encontraron sobreprecios de hasta un 513 por ciento en la obra.
Se publicaron en línea los pliegos licitatorios para la obra pública También, se desarrolló un nuevo sistema de adjudicación objetivo, público y transparente de viviendas[cita requerida] sociales llamado SiGeBe. Un registro nacional y federal con criterios unificados de selección de beneficiarios con el que los diferentes niveles del Estado y las ONG pueden validar la demanda de viviendas y las futuras adjudicaciones que se realicen en todo el país.

#### Federalismo
El Ministerio del Interior, Obras Públicas y Vivienda, impulsó la firma del Consenso Fiscal el aumento de las transferencias directas de recursos a las provincias que pasaron del 40% de la recaudación federal en 2015 al 49,8% en 2019. Esto ayudó a que la situación fiscal mejorase significativamente: a 2015 sólo ocho provincias mostraban un resultado financiero positivo. Tres años después, 18 provincias exhibieron superávit. Cómo ministro de Interior En 2016 sería denunciado en la causa por sobreprecios que involucraba al expresidente Mauricio Macri y su padre, el empresario Franco Macri, y a directivos algunas de las principales empresas del grupo, como Sideco Americana, por coimas y sobreprecios en obras de mantenimiento de la represa Yacireta.

#### Fortalecimiento Institucional
Desde el punto de vista institucional, se definió una agenda enfocada a aumentar los niveles de transparencia, equidad electoral y fortalecer las instituciones. En ese sentido, se avanzó en la aprobación de leyes fundamentales tales como: Ley de Acceso a la Información Pública; Ley de Financiamiento de partidos políticos; Ley de Debate Presidencial Obligatorio; Durante los primeros meses de su gobernación se giraron vía decreto fondos extra para la provincia por 1 260 millones de pesos. Jujuy es la cuarta provincia más beneficiada con estos giros anticipados, siendo uno de los gobernadores más beneficiados con los adelantos de fondos, junto con la macrista María Eugenia Vidal (3500 millones, más otros 10 mil para pagar aguinaldos en diciembre) y el radical Alfredo Cornejo (1800 millones). En junio y en septiembre de 2016, la provincia recibió nuevos envíos de fondos de parte del gobierno nacional, en concepto de adelanto de coparticipación, por un total de 1 050 millones de pesos. (media sanción) y Ley de Regulación de Gestión de Intereses (media sanción). Se impulsó la aprobación de decretos tendientes a aumentar la democratización de la representación política, como el Decreto presidencial 259/2019 que eliminó la posibilidad de las llamadas “listas colectoras”.

#### Agenda Internacional
Frigerio participó y expuso la posición Argentina en los siguientes conferencias: Conferencia de las Naciones Unidas sobre la Vivienda y Desarrollo Urbano Sostenible Hábitat III; 58° Reunión Anual de la Asamblea de Gobernadores del Banco Interamericano de Desarrollo (BID) y la 32° Reunión Anual de la Asamblea de Gobernadores de la Corporación Interamericana de Inversiones (CII); Foro empresarial “Integración Inteligente con el Mundo: Promoviendo las Economías Regionales y la Inversión en Infraestructura”; III Foro Iberoamericano de Alcaldes, en el marco de la Reunión Anual de Asambleas de Gobernadores del BID; Reunión de Alto Nivel “Integridad para el buen gobierno en América Latina y el Caribe: de compromisos a acciones (OCDE); Reunión China-Latin America and Caribbean Investment Exchange (CLACIE), Beijing, China; XXII Cumbre Empresarial China-ALC, Zhuhai.

### Diputado Nacional (2021-2023)
En las Elecciones legislativas del 14 de noviembre de 2021, Rogelio Frigerio fue electo diputado nacional por la provincia de Entre Ríos por la lista de Juntos por el Cambio.
|  | 54,61 % |

|  | 31,63 % |

|  | 3,70 % |

|  | 3,50 % |

|  | 3,05 % |

|  | 2,09 % |

|  | 1,41 % |

|  | 95,77 % |

|  | 1,42 % |

|  | 2,81 % |

|  | 74,32 % |

|  | 100 % |

### Gobernador de la provincia de Entre Ríos (2023-presente)
Frigerio (nacido en Buenos Aires) confirmó su candidatura a gobernador en Entre Ríos en un video que difundió por redes sociales. En las PASO el exministro del Interior compitió contra ex intendente de Chajarí, Pedro Galimberti.
El 13 de agosto de 2023 en las primarias de las Elecciones provinciales de Entre Ríos de 2023. Frigerio se consagró ganador de la interna de Juntos por Entre Ríos acompañado por Alicia Aluani (UCR) superando a la fórmula Pedro Galimberti - Ana D'Angelo por 45,57% a 38,33% para gobernador de la provincia, de esta manera la fórmula Frigerio-Aluani representó a la coalición en las generales.
El 22 de octubre se llevaron a cabo las elecciones generales, resultando el triunfo con el 41% de los votos venciendo al oficialista Adán Bahl, quien puso fin a dos décadas de gobierno peronista en la provincia mesopotámica.
El 11 de diciembre de 2023, asumió su cargo al frente del poder ejecutivo de la provincia de Entre Ríos.

#### Gabinete gubernamental
| Gabinete gubernamental                                           | Gabinete gubernamental | Gabinete gubernamental               |
| Cartera                                                          | Titular                | Período                              |
| ---------------------------------------------------------------- | ---------------------- | ------------------------------------ |
| Ministerio de Gobierno y Trabajo                                 | Manuel Troncoso        | 11 de diciembre de 2023 - actualidad |
| Ministerio de Economía                                           | Julio Panceri          | 11 de diciembre de 2023 - actualidad |
| Ministerio de Salud                                              | Guillermo Grieve       | 11 de diciembre de 2023 - actualidad |
| Ministerio de Desarrollo Social                                  | Verónica Berisso       | 11 de diciembre de 2023 - actualidad |
| Ministerio de Desarrollo Económico                               | Guillermo Bernaudo     | 11 de diciembre de 2023 - actualidad |
| Ministerio de Seguridad y Justicia                               | Néstor Roncaglia       | 11 de diciembre de 2023 - actualidad |
| Ministerio de Planeamiento, Infraestructura y Servicios Públicos | Darío Schneider        | 11 de diciembre de 2023 - actualidad |

## Críticas y controversias
En el Banco Ciudad se vio implicado en el escándalo de corrupción llamado Caso Niembro por negociados con el banco por más de un millón de pesos, que en su mayoría se concretaron a través de procedimientos tildados de "irregulares". La empresa del candidato del PRO, Fernando Niembro tuvo como único cliente al Banco de Ciudad de Buenos Aires, que presidía Frigerio. En 2017, Niembro fue sobreseído.
En 2017 intendentes socialistas y peronistas de la provincia de Santa Fe denunciaron discrecionalidad en el reparto de fondos a las localidades santafesinas por Aportes del Tesoro Nacional (ATN), dependientes del Ministerio del Interior, afirmando que a Rosario, en donde viven casi un millón de personas, bajo gobierno socialista, había llegado sólo el 3 por ciento del total, equivalente a 12 millones y a Santa Fe, con 400 mil habitantes y gobernada por Cambiemos, habían llegado $152 millones. Según dichos reclamos, en los mismos 16 meses las ciudades de Funes y Rufino (ambas con administraciones del PRO) con poco más de 23 y 19 mil pobladores, recibieron 3 millones cada una, mientras que a Venado Tuerto, que tiene como intendente al justicialista José Luis Freyre "no llegó un solo peso" desde diciembre de 2015 hasta mayo de 2017. Sin embargo, de los 3.082 millones que se repartieron en ATN entre enero y agosto de 2017, cerca de la mitad (1.554 millones) fue para municipios. Y de esa porción de la torta, los jefes comunales de Cambiemos recibieron 579 millones, contra 590 millones del FPV-PJ. Frigerio afirmó que en los primeros 20 meses de gestión, se repartieron menos ATN a los municipios de Cambiemos que a los municipios de la oposición.
Lo que no se explica tampoco anteriormente, es que de acuerdo con la ley 23.548 de Coparticipación Federal de Impuestos, los Aportes del Tesoro Nacional (ATN) son para la emergencia, para los extremos financieros o para los problemas climáticos, por ejemplo, para aquellos municipios que sufren inundaciones. Esto es crucial para entender el desequilibrio: el interior bonaerense, con mayoría de intendentes oficialistas, es el que más sufre el descontrol de las lluvias.
También se denunció un ahogo financiero y económico a la provincia de Santa Cruz durante los primeros 16 meses de gestión, la provincia opositora recibió un 85 por ciento menos de asistencia que en 2015, no solamente se envió menos recursos en concepto de adelantos de coparticipación sino que una vez que ingresaba un adelanto a la provincia, era detraído casi automáticamente.
En 2016 con la asunción de la intendenta de La Matanza, Verónica Magario, como presidenta de la Federación Argentina de Municipios (FAM), Frigerio reunió a  los intendentes en el encuentro en Tecnópolis, donde amenazó con que  "Si no bajan a Magario de la presidencia de la FAM, se la vaciamos". En 2017 intendentes socialistas y peronistas de la provincia de Santa Fe denunciaron la discrecionalidad en el reparto de los fondos que llegan a las localidades santafesinas por Aportes del Tesoro Nacional (ATN), dependientes del Ministerio del Interior:  En tanto a Rosario, en donde viven casi un millón de personas y tiene gobiernos socialista, llegaron solo el 3 por ciento del total, representados por 12 millones. La ciudad bastión del socialismo tiene casi un millón de habitantes recibió solo $12 millones de los ATN durante la gestión Macri, mientras Santa Fe, donde viven 400 mil y es gobernada por Cambiemos, percibió $152 millones. En los mismos 16 meses, las ciudades de Funes y Rufino (ambas del PRO) con poco más de 23 y 19 mil pobladores,  recibieron 3 millones cada una. En tanto a Venado Tuerto, que tiene como intendente al justicialista José Luis Freyre no llegó un solo peso desde diciembre de 2015 a la fecha.
Al segundo trimestre de 2019, el primero tiene un superávit de 1.260 millones de pesos y el segundo de 739 millones de pesos. Por otro lado, en concepto de adelantos de coparticipación desde 2016 a la fecha se le autorizaron adelantos por 11.026 millones de pesos. Esto la ubica dentro de las 5 provincias que más dinero recibieron en este concepto.
Al momento de asumir el presidente Mauricio Macri, Santa Cruz estaba quebrada e imposibilitada de pagar sueldos y aguinaldos a sus empleados públicos y a jubilados, a pesar de haber recibido millones de pesos durante el gobierno de Cristina Fernández de Kirchner. El ministro Frigerio y el subsecretario de Relaciones con las Provincias, Paulino Caballero se pusieron a disposición de la provincia y viajaron varias veces para llevar adelante un plan de ordenamiento de las cuentas públicas. 
Entre enero y agosto de 2017 dos provincias con gobernadores opositores, Tierra del Fuego y Santa Cruz, fueron las que más aportes del gobierno nacional recibieron. La primera 1.346,73 pesos por elector y la segunda 804,08 pesos por elector. A mediados de 2017, el Gobierno Nacional otorgó a Santa Cruz un préstamo de 1.200 MM$ a través del Fondo Fiduciario para el Desarrollo Provincial (FFDP) con el objeto de lograr un equilibrio primario en 2019. Por último, en febrero de 2018 se firmó el convenio por el cual el FFDP prestó 130 millones de pesos a la provincia para cubrir el financiamiento de una deuda que el estado provincial tenía con los docentes. En marzo de ese mismo año se amplió por 350 MM$ más para poder cumplir con los pagos de trabajadores públicos y jubilados.
En paralelo, la provincia de Buenos Aires, gobernada por María Eugenia Vidal su ex Vicejefa de gobierno de Cambiemos quedó segunda la cabeza de la lista de beneficiarias, con 10.693 millones de pesos y la mayor cantidad de recursos, en rigor, se la llevó la Ciudad de Buenos Aires, que le habilitó a Horacio Rodríguez Larreta 16.579 millones de pesos extras, en el ranking de las cinco provincias elegidas por el Gobierno para darles asistencia financiera directa, la segunda fue Mendoza, gobernada por Alfredo Cornejo, que obtuvo 1869 millones. Avellaneda bajo la intendencia de Jorge Ferraresi recibía $17 por habitante por año, Berazategui (Patricio Mussi con $ 240 por habitante), F. Varela (Julio Pereyra con $ 255 por habitante), La Matanza (Verónica Magario con $ 365 $ por habitante), Moreno (Walter Festa con $524 por habitante). Todos pertenecientes al Frente para la Victoria mientras que La Plata, cuyo intendente es Julio Garro con $ 5.047 por habitante por año, Bahía Blanca (Héctor Gay con $ 5785), Pringles (Carlos Berterret con $ 8924 por habitante), Arrecifes (Javier Olaeta con $ 7525 por habitante) todos ellos de Cambiemos.
En plena campaña en 2017 el Partido Justicialista cordobés reaccionó con dureza cuando se enteró de que, en una reunión con  intendentes de Cambiemos, Frigerio les entregó 700 millones de pesos para la construcción de viviendas. En Río Negro se denunció que desde la cartera que conduce Frigerio se pretendía rescindir convenios para quitarle planes de viviendas que ejecutaban municipios justicialistas para dárselos a su socio, el gobernador Weretilneck, y que los intendentes de Cambiemos tendrán un trato diferencial y privilegiado ante la Nación, respetándoles los mismos convenios que al resto les obligan a rescindir.
En enero de 2016 fue denunciado en el fuero penal por los supuestos delitos de "violación de los deberes de funcionario público" y "abuso de autoridad" por los decretos de necesidad y urgencia firmados por Mauricio Macri. La denuncia fue luego desestimada.
A principios de 2018, como respuesta al pedido del presidente Mauricio relacionado con que los parientes de sus funcionarios no debían tener cargos en el Estado, el padre de Frigerio presentó su renuncia como uno de los miembros del directorio de YPF.
En 2017 a raíz del Triacagate se descubrieron decenas de casos de familiares de ministros del gabinete de Macri nombrados en diferentes cargos en el Estado, En el caso del ministro del Interior, Frigerio, su mujer Victoria Costoya fue nombrada Coordinadora de Articulación de Asuntos Internacionales del Ministerio de Desarrollo Social, al mismo tiempo su tío, Mario Frigerio, fue nombrado Gerente Técnico del Ente Nacional de Comunicaciones.
En el caso de Costoya, luego se hizo público que venía trabajando junto a la ministra de Desarrollo Social, Carolina Stanley, desde la gestión en la ciudad de Buenos Aires. Según diferentes medios, el vínculo entre ambas data de hace muchos años durante los cuales trabajaron en diferentes cuestiones vinculadas tanto a la primera infancia como a la articulación de los organismos internacionales. A pesar de todo esto, Costoya renunció a su cargo como respuesta al pedido del Presidente Macri de que no hubiera familiares en cargos públicos.
El tío del ministro, Mario Frigerio, sigue en su cargo, ya que el decreto era para familiares de 1° línea y el parentesco con el ministro es de tercer grado.
En 2017 la Asociación de Ciudadanos Libres por la Calidad Institucional radicó una denuncia en la Oficina Anticorrupción informando que Frigerio figuraba con su nombre y su firma en una carta adjunta a la entrega del DNI a modo de propaganda política. La Oficina Anticorrupción pidió quitar los nombres propios de la documentación, ya que las cartas adjuntas del DNI no pueden llevar nombres propios. Por su parte, desde el Ministerio del Interior rechazaron que se tratara de una carta con fines propagandísticos y aseguraron que en ningún momento se infringió la Ley de Ética Pública pública. Se respondieron los pedidos de la Oficina Anticorrupción  y se modificaron las cartas que se envían a los ciudadanos en lo referido al DNI.